# Щербина Григорій Степанович
Григорій Степанович Щербина (*21 листопада 1868, м. Чернігів, Російська імперія — 28 березня 1903) — російський дипломат, вчений українського походження.

## Біографія
Григорій Щербина народився на околиці Чернігова, на колишній вулиці Шосейній (тепер проспект Миру) 21 листопада 1868 року в родині теслі Степана Щербини.
Закінчивши з відзнакою навчання в Чернігівській класичній гімназії (1886), він вступив у Лазаревський інститут східних мов у Москві (1886) і начальне відділення азіатського департаменту іноземних справ.
Від 1889 року — на дипломатичній роботі в Османській імперії, Єгипті, Албанії, послідовно займаючи посади від аташе посольства до віце-консула.
У 1902 році Григорія Щербину призначено консулом у Митровицу (Королівство Сербія).
Г. С. Щербина був високоосвіченою людиною, володів 16 мовами. Докторську дисертацію захищав османською мовою. Був членом Російського географічного товариства.
18 березня 1903 року фанатик-албанець із зовнішньої охорони консульства пострілом у спину смертельно поранив консула Російської імперії. 19 березня цей трагічний випадок став предметом обговорення на засіданні ради міністрів Османської імперії. Для лікування дипломата сербський король і османський султан направили лікарів. Та 28 березня 1903 року Г. С. Щербина пішов із життя.
Згідно із заповітом, прах дипломата був перевезений до рідного Чернігова, де його поховали на Болдиних горах біля Троїцького собору — над могилою була споруджена каплиця з жовтої цегли.  

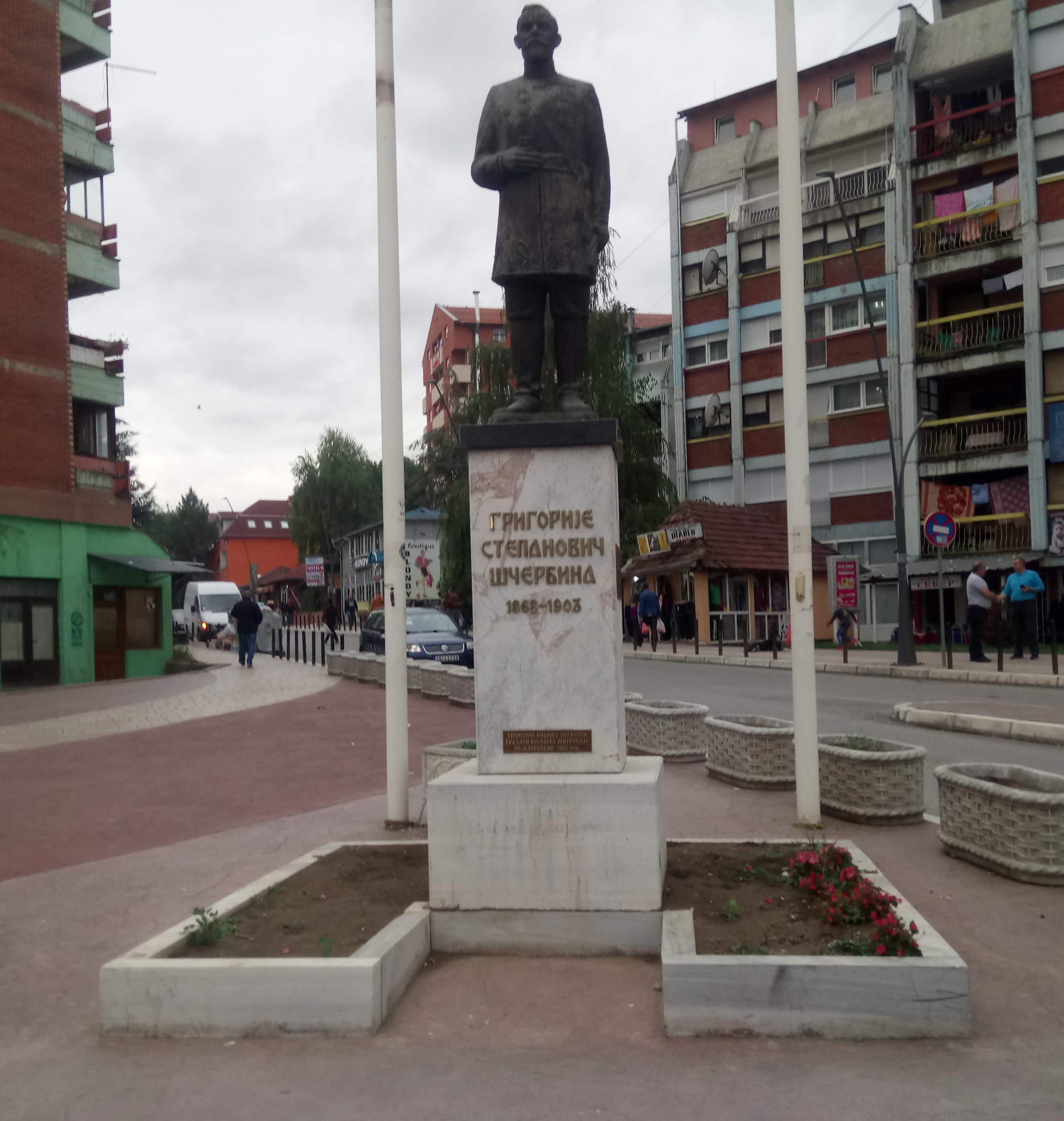
Пам'ятник Щербині у Косовській Митровиці.